# El Guijo
El Guijo es un municipio español de la provincia de Córdoba, Andalucía, sobre un terreno de origen volcánico. En el año 2024 contaba con 346 habitantes. Su extensión superficial es de 67,28 km² y tiene una densidad de 5,43 hab/km². Sus coordenadas geográficas son 38° 30′ N, 4° 47′ O. Se encuentra situado en la comarca de Los Pedroches, a una altitud de 567 metros y a 100 kilómetros de la capital.

## Historia
Piedra GRANDE, erosionada por el tiempo, desde su amanecer en Majadaiglesia, donde importantes vestigios arqueológicos nos descubren un poblamiento en este cerro desde el primer milenio a. C.
Del esplendor romano de estas tierras dan buena prueba los restos aparecidos en la zona de Majadaiglesia, área de fuerte tradición mariana, ya reseñada en documentos castellanos del siglo XII, que denominan este espacio como Villa de Santa María.
Tras la Reconquista, toda el área geográfica de El Guijo pasaría a depender del señorío de Santa Eufemia, adquiriendo gran importancia como puerta de entrada a Córdoba para gran número de pastores y rebaños trashumantes, a través de la Cañada Real Soriana y de La Mesta, que se bifurcan en el pueblo, una hacia Extremadura y otra hacia el interior de Andalucía.
Su fundación data del siglo XIII, integrándose en 1293 en el Señorío de Santa Eufemia.

## Demografía
El Guijo cuenta con una población de 346 habitantes (INE 2024).
| Gráfica de evolución demográfica de El Guijo entre 1842 y 2021                                                      |
| |
| Población de derecho según los censos de población del INE Población de hecho según los censos de población del INE |

| 416                       | 413 | 412 | 394 | 389 | 406 | 405 | 392 | 395 | 404 |
| (Fuente: INE [Consultar]) |     |     |     |     |     |     |     |     |     |

## Economía

### Evolución de la deuda viva municipal
| Gráfica de evolución de Deuda viva del Ayuntamiento de Guijo (El) entre 2008 y 2021                                |
| |
| Deuda viva del Ayuntamiento de Guijo (El) en miles de Euros según datos del Ministerio de Hacienda y Ad. Públicas. |

## Monumentos
- Parroquia de Santa Ana. Edificada en el siglo XVI, fue construida con gran sencillez, hecho que confirma su interior, de una sola nave, dividida en cinco tramos por arcos fajones apuntados, siguiendo un esquema que, por repetido en el ámbito de Los Pedroches, no deja de ser sumamente atractivo. En su fachada destacan una serie de voluminosos contrafuertes que enmarcan y delimitan la portada más vistosa del templo, diseñada por Hernán Ruiz II.

- Ermita de la Virgen de las Cruces. Situada junto al más importante yacimiento arqueológico de toda la comarca, en un enclave que ha sido lugar de culto desde el pasado más remoto. La ermita está dividida en tres tramos por arcos perpiaños que arrancan de pilares contrarrestados exteriormente. La cabecera del templo es un añadido posterior y aparece cubierta por una bóveda rebajada, asentada sobre pechinas. La fachada principal está muy remarcada por la existencia de un pórtico sobre columnas. En su interior destaca la existencia de un baptisterio paleocristiano, por inmersión, sito en la sacristía, y que viene a poner de manifiesto la antigüedad de culto de este espacio, situado junto al paraje El Soto. Es presidida por la Virgen de las Cruces, patrona de la localidad.

## Fiestas
- Candelaria, celebrada el 1 de febrero.
- Carnaval.
- Semana Santa.
- San Isidro, celebrada el 15 de mayo. Procesión y verbena hasta altas horas de la madrugada.
- Romería de la Virgen de las Cruces Cada 3 años y durante 7 días nuestra patrona de las Cruces vuelve a El Guijo.
- Domingo de Resurrección
- San Pedro, celebrada el 29 de junio.
- Fiesta de Santa Ana, celebrada el 25 y el 26 de julio.
- Fiesta Chica de la Virgen, celebrada el domingo posterior al 12 de septiembre, santa misa presidida por la Santísima Virgen de las Cruces. Reparto de la tradicional sangría.